# Лайшев, Ренат Алексеевич
Ренат Алексеевич Лайшев (род. 29 октября 1960, Москва) — президент ГБОУ «Центр спорта и образования «Самбо-70» Москомспорта, президент League S-70, президент Федерации самбо Москвы, Заслуженный работник физической культуры РФ, лауреат премии Правительства РФ в области образования, доктор педагогических наук, профессор, заслуженный тренер России, депутат Московской городской думы VI созыва (2014—2019). Тренер российского самбиста и сумотори И. И. Куринного в 1995—2001 годах, одного из сильнейших самбистов мира в тот период.

## Биография
Родился в 1960 году в Черемушкинском районе города Москвы. В 1977 году окончил школу «Самбо-70» (первый выпуск), где остался работать и трудится до сих пор. С 1992 года по 2021 год — в качестве директора. Трижды удостоен звания «Директор года». 
В 1987 году окончил Московский областной педагогический институт имени Н.К. Крупской с отличием. В 2011 году окончил Московский институт открытого образования. В 2017 году окончил Российскую академию народного хозяйства и государственной службы при Президенте Российской Федерации (РАНХиГС) с отличием по направлению «Государственное и муниципальное управление».
С 1979 по 1981 год служил в войсках ПВО СССР.
С отличием окончил Московский областной педагогический институт им. Крупской, защитил кандидатскую диссертацию по педагогике, а затем в 2013 году – докторскую. Второе высшее образование – Московский институт открытого образования. Третье высшее образование получил в 2017 году, с отличием окончив Российскую академию народного хозяйства и государственной службы при Президенте Российской Федерации (РАНХиГС)  по направлению «Государственное и муниципальное управление».
Неоднократный чемпион Москвы по самбо, мастер спорта СССР.

### Общественная деятельность
Президент НП «Дети России Образованы и Здоровы – ДРОЗД», член Общественной палаты города Москвы, член Общественной палаты Российской Федерации по Центральному федеральному округу, председатель Попечительского совета Международного фонда «Поколение», президент Федерации самбо Москвы, Первый вице-президент Всероссийской федерации самбо, заместитель председателя Общественного Совета при УВД по ЮЗАО ГУ МВД России по г. Москве.
В 2014 году был избран депутатом Московской городской думы как самовыдвиженец по 35 избирательному округу сроком на 5 лет. За Рената Лайшева отдали свои голоса 36,89% жителей районов Тёплый Стан и Коньково.

### «Самбо-70»
Генеральный директор ГБОУ «Центр спорта и образования «Самбо-70» Москомспорта с 1992 года. Под его руководством школа «Самбо-70» неоднократно признавалась «Школой года», сам Ренат Алексеевич «Директором года».

### Кинокарьера
Ренат Лайшев снялся в более 60 фильмах в качестве актёра и каскадёра: «Михайло Ломоносов», «Формула любви», «Капкан для двоих», «Авария — дочь мента», «Зачем алиби честному человеку?», «Путь», «Три дня вне закона», «Тегеран-43», «Гений дзюдо» и других.

## Награды и звания
- Орден Александра Невского (13 ноября 2018) — за большой вклад в развитие и популяризацию самбо[6]
- Орден Почёта (8 ноября 2023) — за большие заслуги в развитии и популяризации самбо в Российской Федерации, многолетнюю добросовестную работу[7]
- Медаль ордена «За заслуги перед Отечеством» I степени (21 сентября 2003) — за большой вклад в развитие физической культуры и спорта[8]
- Медаль ордена «За заслуги перед Отечеством» II степени (16 ноября 1998) — за заслуги в развитии физической культуры и спорта, большой вклад в укрепление дружбы и сотрудничества между народами, многолетнюю плодотворную работу[9]
- Заслуженный работник физической культуры РФ (28 декабря 2009) — за заслуги в развитии физической культуры и спорта и многолетнюю добросовестную работу[10]
- Доктор педагогических наук
- Лауреат премии города Москвы 2013 года в области физической культуры, спорта и туризма[11]
- Лауреат премии Правительства Российской Федерации 2014 года в области образования (31 июля 2014) — за работу «Психолого-педагогическое сопровождение тренировочной деятельности в детско-юношеском и молодёжном спорте»[12]
- Заслуженный тренер РФ
- Отличник народного образования
- Отличник физической культуры и спорта